# Trevor Von Eeden

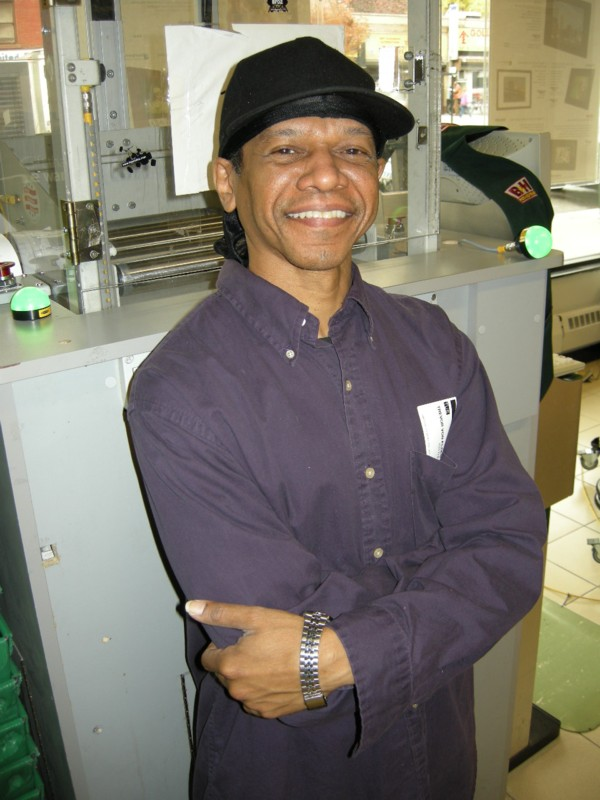
Trevor Von Eeden 2008

Trevor Von Eeden (* 24. Juli 1959) ist ein US-amerikanischer Comiczeichner.

## Leben
Von Eeden, der aus einer afroamerikanischen Familie stammt und in den Verfasserangaben der von ihm gezeichneten Hefte häufig auch als „Trevor Von Eden“ vermerkt wird, begann in den 1970er Jahren als hauptberuflicher Comiczeichner zu arbeiten. Als seine bemerkenswerteste Arbeit gilt gemeinhin die Serie Black Lightning aus den 1970er Jahren, die als erster amerikanischer Superheldencomic mit einem Schwarzhäutigen als Hauptfigur in die Comicgeschichte einging. Während die Geschichten zu Black Lightning aus der Feder von Tony Isabella stammten, war Von Eeden für das Design der Figur verantwortlich, deren auffälligstes Merkmal ihre buschige Afrofrisur war.
Weitere Serien, für die Von Eeden gezeichnet hat, sind Batman, Power Man, Iron Fist, Urth 4 und Robert Loren Flemings Thriller sowie eine Miniserie über den Bogenschützen Green Arrow, für die er mit dem Tuschezeichner Dick Giordano zusammenarbeitete. Gegenwärtig illustriert Von Eeden die Reihe Joe in the Future für das Heavy Metal Magazine und bereitet eine Biografie über den Boxer Jack Johnson vor.
| Personendaten    | Personendaten                   |
| ---------------- | ------------------------------- |
| NAME             | Von Eeden, Trevor               |
| KURZBESCHREIBUNG | US-amerikanischer Comiczeichner |
| GEBURTSDATUM     | 24. Juli 1959                   |